# Lindenbergia
Lindenbergia es un género plantas fanerógamas perteneciente a la familia Scrophulariaceae. 

## Especies seleccionadas
- Lindenbergia grandiflora (Buch.-Ham. ex D.Don) Benth.
- Lindenbergia muraria (Roxb. ex D.Don) Bruhl
- Lindenbergia philippensis (Cham. & Schltdl.) Benth.
- Lindenbergia sokotrana Vierh.